# Albanische griechisch-katholische Kirche
Die Albanische griechisch-katholische Kirche ist eine Kirche eigenen Rechts der katholischen Kirche in Südalbanien, wo die Mehrheit der Christen orthodox ist. Heute wird der byzantinische Ritus kaum mehr zelebriert. Die Liturgie nach byzantinischem Ritus lebt unter Albanern aber in Italien in der Italo-albanischen Kirche, einer weiteren katholischen Ostkirche, weiter.
Liturgiesprache ist Albanisch; es gilt der Gregorianische Kalender.

## Geschichte
Die Bekehrung zum Christentum fand in Albanien im Norden unter lateinischen und im Süden unter griechischem Einfluss statt. Auch wenn der byzantinische Ritus in vielen Kirchen befolgt wurde, war die Region bis ins Jahr 731 Teil des Patriarchats von Rom, als der byzantinische Kaiser Leo III. in Vergeltung für den Widerstand von Papst Gregor III. zu seiner ikonoklastischen Haltung ganz Illyricum orientale dem Patriarchat von Konstantinopel zuteilte. Auch das Schisma von 1054 teilte den albanischen Raum.
Im Norden des Landes war der römische Ritus schon lange etabliert. Ab dem Jahr 1628, als ein orthodoxer Erzbischof zur katholischen Kirche übertrat, waren einige Gemeinden im Epirus mit Rom uniert. Sie erhofften sich dadurch vermutlich Unterstützung im Kampf gegen die muslimischen Osmanen. Eine katholische Mission war zwischen 1660 und 1765 in der Region von Himara tätig, zeitweise von Erzbischof Giuseppe Schirò (1690–1769) geleitet. Die Bemühungen mussten wegen des Widerstands der osmanischen Herrscher aufgegeben werden.
1895 beschlossen einige Dörfer in den Shpatbergen südöstlich von Elbasan, katholisch zu werden, und verlangten nach einem Bischof ihres Ritus, wogegen die Konsularvertreter Russlands und Montenegros protestierten. Etwa gleichzeitig entstand in Elbasan um den Archimandriten Jorgji Germanos (1858–1928), der Neffe des Metropoliten war, eine weitere Gruppe von Griechisch-Katholiken. In Anerkennung der Rolle der katholischen Kirche bei der albanischen Nationalbewegung Rilindja und der Staatsgründung kam es zu einzelnen Konversionen. Die Gemeinde in Elbasan konnte 1929 ihre Kirche einweihen und erreichte rund 400 Personen als Höchststand. Die Zahl der Griechisch-Katholiken blieb klein (im Jahr 1940 lebten rund 4400 Katholiken in ganz Südalbanien, darunter auch viele Italiener), und stieß auch auf Widerstand der Regierung und der neu gegründeten Autokephalen orthodoxen Kirche. Erst 1939, nach der Flucht des Königs Zogu, erhielt Südalbanien eine eigene Jurisdiktion unter der Aufsicht eines apostolischen Administrators. Die Kurie wollte den aufkommenden Katholizismus in Südalbanien fördern und errichtete unter Leitung der Kongregation für die Ostkirchen die Apostolische Administratur Südalbanien. Ordensbrüder aus dem Kloster Santa Maria di Grottaferrata, die seit den 1920er Jahren bereits in Elbasan aktiv waren, gründeten Missionsstationen in Korça, Vlora, Berat und Fier, wo Gottesdienste auf Lateinisch und Griechisch abgehalten wurden. Franziskaner-Konventualen, die ebenfalls dem byzantinischen Ritus folgten, gründeten weitere Missionen. Die Bestrebungen hatten aber – mitunter wegen ihrer Nähe zu den italienischen Besatzern – kaum Erfolg. Die 1939 in Tirana eröffnete Herz-Jesu-Kirche der Jesuiten verfügte über einen Altar mit Ikonostase für den byzantinischen Ritus. Nach weniger als sieben Jahren wurde der italienische Administrator aus Albanien ausgewiesen; Kontakt zu den Griechisch-Katholiken unter dem kommunistischen Regime in Albanien war unmöglich.
Erst 1992 konnte ein neuer Apostolischer Administrator ernannt werden. Zuerst wurde das Amt dem Apostolischen Nuntius in Tirana, Erzbischof Ivan Dias, übertragen. Anfang der 1990er Jahre lebten nur noch rund 800 Katholiken in Südalbanien. Nach der Versetzung von Dias wurde 1996 als sein Nachfolger Hil Kabashi ernannt, ein im Kosovo geborener Franziskaner, der 1997 zum Bischof geweiht wurde. Gegenwärtig hat Giovanni Peragine das Amt des Apostolischen Administrators inne. 
Der byzantinische Ritus soll nur noch in einer Gemeinde in Elbasan praktiziert werden.

## Organisation
Es gibt keine Anzeichen dafür, dass die Kirche über einzelne Gemeinden hinaus oder außerhalb der Apostolischen Administratur je eine Organisation aufgebaut oder sich formal zusammengeschlossen hat.

## Daten zur Apostolischen Administratur

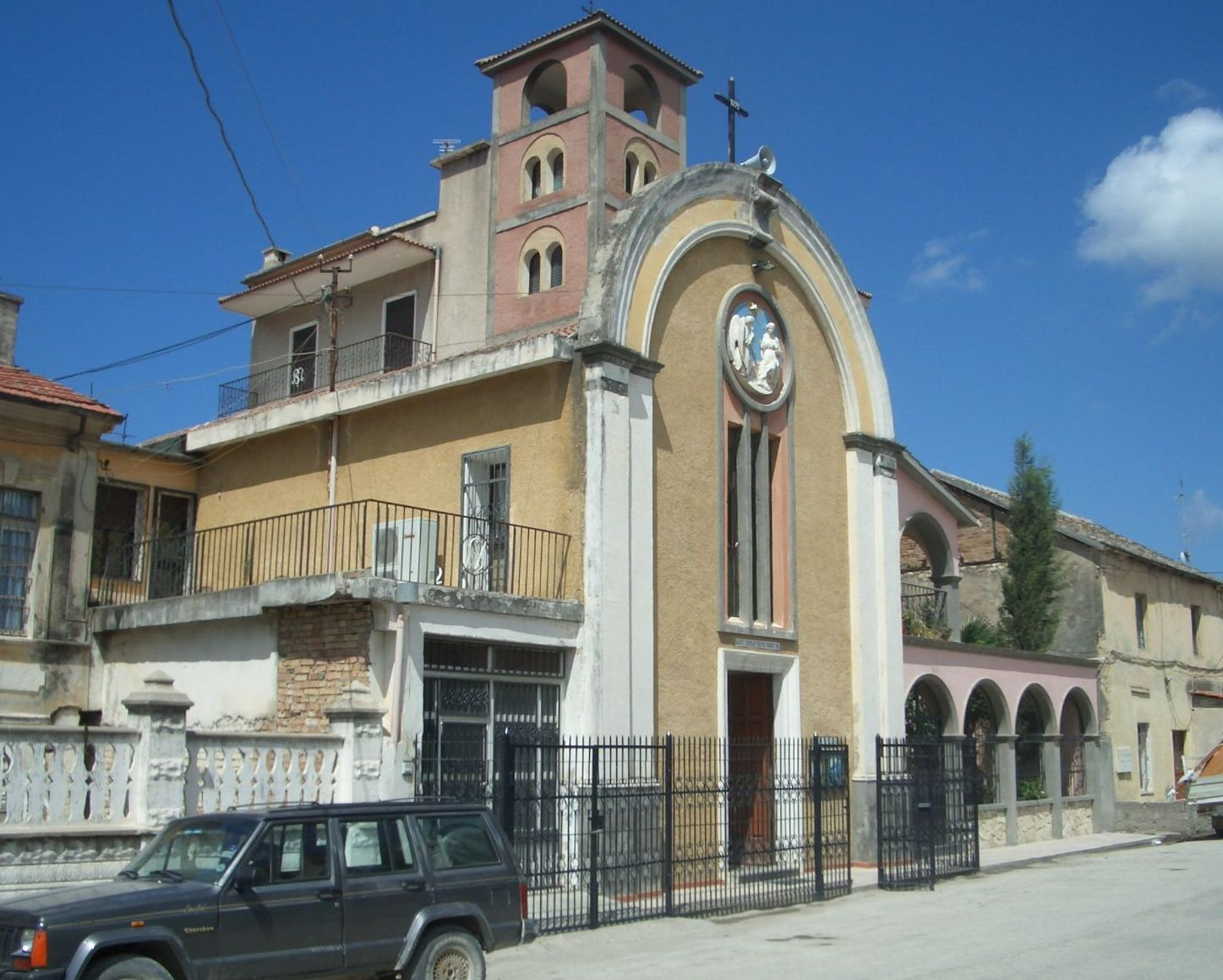
Katholische Kirche von Vlora

In der Apostolischen Administratur Südalbanien, in der sich die Kirche befindet, lebten 2010 3558 Katholiken in acht Pfarreien mit elf Kirchen. Die Gläubigen wurden 2010 betreut von einem Diözesanpriester und elf Ordenspriester sowie 16 Ordensbrüder und 88 Ordensschwestern, die sich um verschiedenen Schulen und soziale Einrichtungen kümmern. Bischof ist Hil Kabashi.